# Frank Northern Magill
Frank Northern Magill (ou MaGill), (?, 21 de novembro de 1907 - ?) foi um editor e escritor estadunidense.
Era filho de James W. Magill e Sarah J. Carter.
Dentre as principais obras editadas ou escritas, por Magill estão:
- The American Presidents
- Notable Poets (editor)
- Survey of Science Fiction Literature

E os "guias":
- Magill's Guide to Military History
- Magill's Guide to Science Fiction and Fantasy Literature
- Magill's Cinema Annual